# Hank Cheyne
Henry Cheyne Garcia (ur. 13 sierpnia 1958 w Santa Maria) – amerykański aktor telewizyjny, znany z roli Ricardo Torresa w operze mydlanej NBC Sunset Beach (1997-99). Zagrał również rolę Scotta LaSalle w operze mydlanej NBC Inny świat (Another World, 1986-1988) oraz serialach: CBS One West Waikiki (1994-95) z Cheryl Ladd i NBC Ostry dyżur (ER, 1996) jako Wong.
Swoje imię Cheyne zaczerpnął od miasta Cheyenne, gdzie spotkali się jego rodzice. Hank ukończył Santa Clara University w 1980 w BSC na wydziale księgowości, gdzie grał w baseball. Studiował i ukończył Law School przy UCLA.
15 października 1994 poślubił Missy Hughes.